# حالة اجتماعية اقتصادية

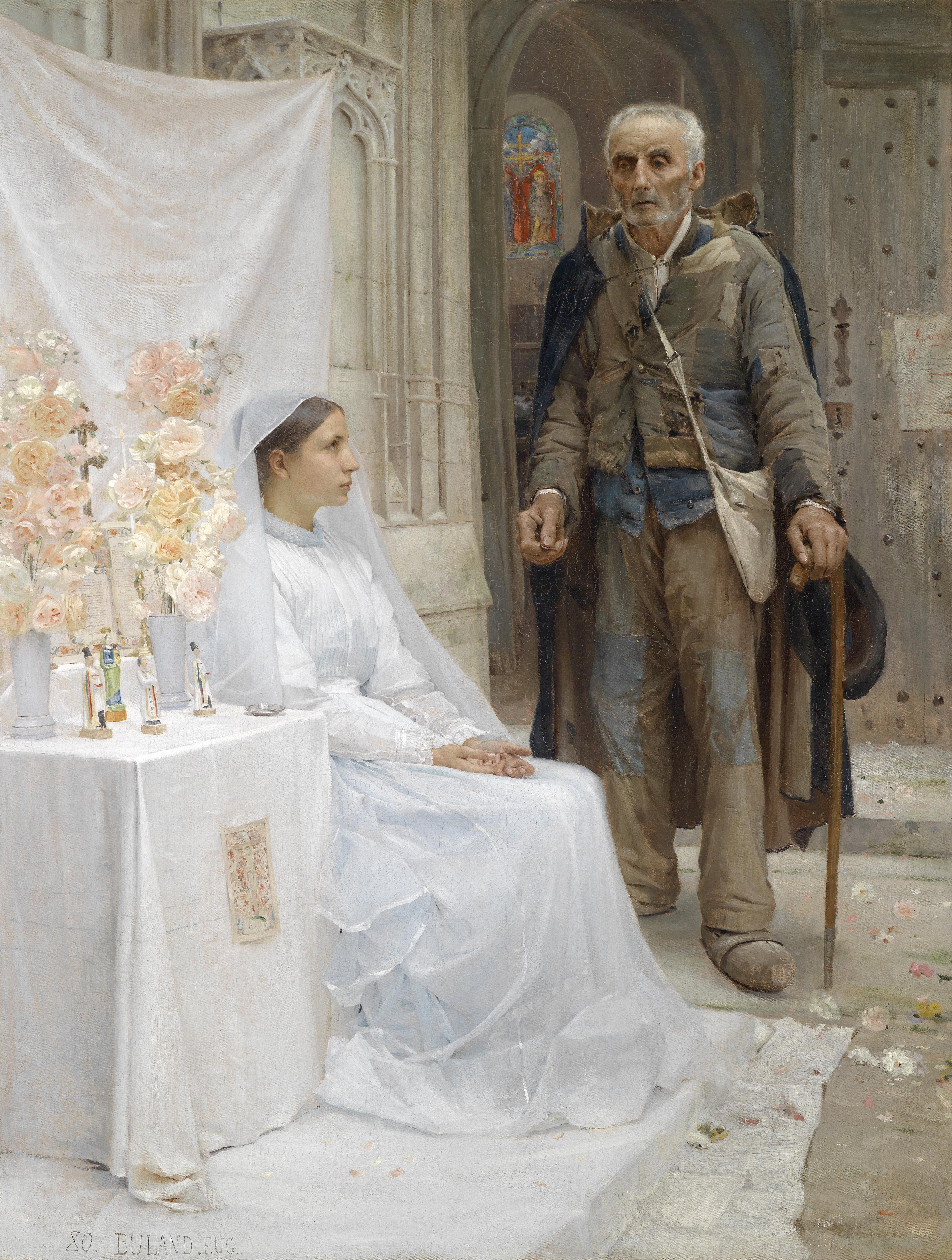
لوحة فنية لجون يوجين بولاند في عام 1880 تظهر التباين الواضح في الحالة الاجتماعية والاقتصادية

الحالة الاجتماعية الاقتصادية (بالإنجليزية: Socioeconomic status)‏ هو مجموع القياس الاقتصادي والاجتماعي المشترك من خبرة الشخص في العمل أو موقف الفرد أو الأسرة الاقتصادي والاجتماعي بالنسبة للآخرين على أساس الدخل والتعليم والوظيفة.
تقسم الحالة الاجتماعية الاقتصادية إلى ثلاثة أقسام (الحالة الاجتماعية الاقتصادية المنخفضة والمتوسطة والعالية) ليوضع في كل منها الفرد أو الأسرة بحسب المتغيرات الثلاثة (الدخل والتعليم والوظيفة).
إن الدخل المنخفص مع تعليم عال يدل على وجود عدد من المشاكل الصحية والعقلية مثل الإصابة بفيروسات رئوية والتهاب المفاصل والأمراض التاجية والفصام. قد تكون هذه الحالات بسبب الظروف البيئية في مكان العمل، أما في حالة المشاكل العقلية فقد يكون الشخص في حالة مازق اجتماعي.
في الأسر ذات الطبقة الاجتماعية الاقتصادية العليا، عادة ما يتم التشديد على التعليم لأنه أكثر أهمية لديهم، سواء داخل الأسرة أو المجتمع. أما في المناطق الأكثر فقرا، فإن الأولوية للغذاء والسلامة، أما التعليم فيمكن أن يأخذ المقعد الخلفي. جمهور الشباب بشكل خاص في الولايات المتحدة عرضة لكثير من القضايا الصحية والاجتماعية، مثل حالات الحمل غير المرغوب فيها وتعاطي المخدرات والسمنة.
عادةً يؤكد على التعليم في الأسر الاجتماعية والاقتصادية العليا باعتباره هام جداً، سواء داخل الأسرة أو المجتمع المحلي. في المناطق الأكثر فقراً، إذ يمثل الغذاء والمأوى والسلامة أولوية، يمكن أن يأخذ التعليم المقعد الخلفي. جمهور الشباب بشكل خاص في الولايات المتحدة معرض للعديد من المشكلات الصحية والاجتماعية، مثل الحمل غير المرغوب فيه وتعاطي المخدرات والسمنة.

## العناصر الرئيسية

### الدخل
يشير الدخل إلى الأجور والرواتب والأرباح والإيجارات وأي تدفق للمداخيل المستلمة. يمكن أن يأتي الدخل أيضاً على شكل تعويضات البطالة أو العمال أو الضمان الاجتماعي أو معاشات التقاعد أو الفوائد أو الأرباح أو الإتاوات أو الائتمان أو النفقة أو أي مساعدة مالية حكومية أو عامة أو عائلية أخرى.
يمكن البحث في الدخل في مصطلحين: نسبي ومطلق. إن الدخل المطلق الذي وضِع نظرياً من قبل الاقتصادي جون ماينارد كينز، هو العلاقة التي يزيد فيها الدخل وكذلك الاستهلاك ولكن ليس بالمعدل ذاته. يفرض الدخل النسبي مدخرات واستهلاك شخص أو عائلة بناءً على دخل الأسرة بالنسبة للآخرين. الدخل مقياس شائع الاستخدام للحالة الاجتماعية الاقتصادية لأنه من السهل نسبياً تحديده بالنسبة لمعظم الأفراد.
يُقاس التفاوت في الدخل بشكل شائع في جميع أنحاء العالم بمعامل جيني، إذ يشير 0 إلى المساواة المثالية ويعني 1 عدم المساواة المثالية. تركز الأسر ذات الدخل المنخفض على تلبية الاحتياجات العاجلة ولا تجمع الثروة التي يمكن نقلها إلى الأجيال المقبلة، وبالتالي تزداد عدم المساواة. يمكن للعائلات ذات الدخل المرتفع والمستهلكة أن تجمع الثروة وتركز على تلبية الاحتياجات العاجلة بينما تكون قادرة على استهلاك والتمتع بالكماليات وتخطي الأزمات.

### التعليم
يلعب التعليم أيضاً دوراً في الدخل. يزداد متوسط الدخل مع كل مستوى تعليمي. مثلما هو مبين في الرسم البياني، فإن أعلى الدرجات والشهادات المهنية والدكتوراه تحقق أعلى إيرادات أسبوعية بينما من لا يحملون شهادة ثانوية يكسبون أقل. ترتبط المستويات العليا من التعليم بنتائج اقتصادية ونفسية أفضل (أي: المزيد من الدخل والمزيد من التحكم ودعم اجتماعي أكبر وتواصل).
يلعب التعليم دوراً رئيسياً في مجموعات المهارات للحصول على وظائف، فضلاً عن ميزات محددة تعمل على تقسيم الأشخاص إلى ذوي حالة اجتماعية اقتصادية مرتفعة وذوي حالة اجتماعية اقتصادية منخفضة. تتحدث آنيت لارو عن فكرة التربية الجماعية، إذ يلعب آباء الطبقة الوسطى دوراً نشطاً في تعليم وتنمية أطفالهم من خلال استخدام الأنشطة المنظمة الخاضعة للرقابة وتعزيز الشعور بالاستحقاق من خلال المناقشة المشجعة. تقول لارو إن الأسر ذات الدخل المنخفض لا تشارك في هذه الحركة، مسببين لأطفالهم شعوراً بالإكراه. لاحظت الدراسات ملاحظة مهمة هي أن الآباء من الأسر ذات الحالة الاجتماعية الاقتصادية المنخفضة هم أكثر احتمالاً لإعطاء أوامر لأطفالهم في تفاعلاتهم بينما الآباء والأمهات الذين لديهم حالة اجتماعية اقتصادية مرتفعة من المرجح أكثر تفاعلهم ولعبهم مع أطفالهم. وهكذا نشأ الانقسام في التحصيل العلمي من هذين الاختلافين في تربية الطفل. أظهرت الأبحاث أن الأطفال الذين يولدون في أسر ذات حالة اجتماعية اقتصادية منخفضة لديهم مهارات لغوية أضعف مقارنة بالأطفال الذين ترعرعوا في أسر ذات حالة أعلى. تؤثر هذه المهارات اللغوية على قدرتهم على التعلم، وهكذا تتفاقم مشكلة التفاوت في التعليم بين الأحياء ذات الحالة الاجتماعية الاقتصادية المنخفضة والمرتفعة. يمكن للأسر ذات الدخل المنخفض أن تنجب أطفالاً لا ينجحون في مستويات الأطفال ذوي الدخل المتوسط، والذين يمكن أن يكون لديهم شعور أكبر بالاستحقاق أو يكونون أكثر جدلاً أو أكثر استعداداً لحياة البالغين.
تظهر الأبحاث أن الطلاب ذوي الحالة الاجتماعية الاقتصادية المنخفضة لديهم تحصيل أكاديمي أقل وأبطأ مقارنة بطلاب الحالة المرتفعة. عندما يصدر المعلمون أحكاماً حول الطلاب بناءً على صفهم وحالتهم الاجتماعية الاقتصادية، فإنهم يتخذون الخطوة الأولى في منع الطلاب من الحصول على فرصة متساوية للإنجاز الأكاديمي. يحتاج المربون إلى مساعدة للتغلب على وصمة الفقر. لا ينبغي أن يدعم المعلمون طالباً احترامه لذاته متدني ومن ذوي الحالة الاجتماعية الاقتصادية المنخفضة. يحتاج المعلمون إلى عرض الطلاب كأفراد وليس كعضو في مجموعة الحالة الاجتماعية الاقتصادية. سيساعدهم المعلمون الذين ينظرون إلى الطلاب بهذه الطريقة على عدم التحيز تجاه الطلاب من مجموعات محددة. يمكن أن يساعد رفع مستوى التدريس في خلق المساواة في تحصيل الطلاب. يمكن للمعلمين الذين يربطون المحتوى الذي يُدرس بمعرفة الطلاب السابقة وبتجارب العالم الحقيقي تحسين التحصيل. يحتاج المعلمون أيضاً أن يكونوا منفتحين ويناقشوا الاختلافات في الصف والحالة الاجتماعية الاقتصادية. من المهم أن يكون الجميع متعلمين ومدركين وقادرين على التحدث بصراحة عن الحالة الاجتماعية الاقتصادية.

### المهنة
تشمل المكانة المهنية باعتبارها أحد مكونات الحالة الاجتماعية الاقتصادية، كلاً من الدخل والتحصيل التعليمي. يعكس الوضع المهني التحصيل العلمي المطلوب للحصول على مستويات العمل والدخل التي تختلف باختلاف الوظائف ومكانة المهن. بالإضافة إلى ذلك، يظهر التحصيل في المهارات المطلوبة لهذا المنصب. يقدر الوضع المهني الموقف الاجتماعي من خلال وصف خصائص الوظيفة وقدرة اتخاذ القرار والتحكم فيه والمتطلبات النفسية للوظيفة.
تُصنف المهن حسب إحصاء السكان (من بين منظمات أخرى) وتُمسح استطلاعات الرأي من عامة السكان. بعض المهن المرموقة هي الأطباء والجراحين والمحامين ومهندسي الطب الحيوي والمهندسين الكيميائيين وأساتذة الجامعات ومحللي الاتصالات. توفر هذه الوظائف التي صُنفت في تصنيف الحالة الاجتماعية والاقتصادية المرتفعة، عملاً أكثر تحديا وتحكماً أكبر في ظروف العمل ولكنها تتطلب قدرة أكبر. وتشمل الوظائف ذات التصنيف الأدنى عمال تحضير الطعام وأولئك الذين يقفون على العداد ويأخذون الطلب والسقاة والمساعدين وغسالات الصحون والبوابين والخادمات ومدبرات المنازل وعمال النظافة السيارات والقائمين على مواقف السيارات. تقدم الوظائف الأقل قيمة أجوراً أقل بكثير، وغالبًا ما تكون شاقة وخطرة جداً وتوفر استقلالاً أقل. 
إن المهنة هي أصعب العوامل قياساً لأنها موجودة بكثرة، ويوجد العديد من المقاييس المتنافسة. ترتب العديد من المقاييس المهن بناءً على مستوى المهارة المعنية، من العمل اليدوي غير الماهر إلى اليدوي الماهر إلى المهني، أو استخدام مقياس مشترك باستخدام مستوى التعليم المطلوب والدخل المعني. 
باختصار، يتفق غالبية الباحثين على أن الدخل والتعليم والمهنة معاً يمثلون الحالة الاجتماعية الاقتصادية الأفضل، بينما يشعر البعض الآخر أنه يجب أيضاً النظر في تغييرات بنية الأسرة.